# 2018年平昌オリンピックのフィンランド選手団
2018年平昌オリンピックのフィンランド選手団（2018ねんピョンチャンオリンピックのフィンランドせんしゅだん）は、2018年2月9日から23日まで大韓民国江原道平昌で開催された2018年平昌オリンピックのフィンランド選手団、およびその競技結果。

## メダル
| メダル | 選手名                             | 競技                   | 種目                   |
| ------ | ---------------------------------- | ---------------------- | ---------------------- |
| 金     | イーボ・ニスカネン                 | クロスカントリースキー | 男子50kmクラシカル     |
| 銀     | クリスタ・パルマコスキ             | クロスカントリースキー | 女子30kmクラシカル     |
| 銅     | クリスタ・パルマコスキ             | クロスカントリースキー | 女子15kmスキーアスロン |
| 銅     | エンニ・ルカヤルヴィ               | スノーボード           | 女子スロープスタイル   |
| 銅     | クリスタ・パルマコスキ             | クロスカントリースキー | 女子10kmフリー         |
| 銅     | アイスホッケー女子フィンランド代表 | アイスホッケー         | 女子                   |

## アイスホッケー
- 男子
- 女子

## カーリング
- 混合